# Tine De Caigny
Tine De Caigny, född 9 juni 1997 i Beveren, är en belgisk fotbollsspelare (anfallare) som spelar för Hoffenheim i Frauen-Bundesliga och det belgiska landslaget. Hon var en del av det landslag som spelade Europamästerskapet i England år 2022, där hon bland annat blev målskytt i gruppspelsmatchen mot Italien. Målet blev avgörande för att Belgien skulle ta sig till kvartsfinal i mästerskapet.